# Bakoe-Tbilisi-Ceyhan-pijpleiding
De Bakoe-Tbilisi-Ceyhan-pijpleiding (BTC-pijpleiding) transporteert ruwe aardolie van de Kaspische Zee naar de Middellandse Zee.
De pijpleiding loopt vanaf Bakoe in Azerbeidzjan via Tbilisi in Georgië naar de Turkse havenstad Ceyhan en is 1768 kilometer lang. Hiervan loopt 443 kilometer door Azerbeidzjan, 249 kilometer door Georgië en 1079 kilometer door Turkije en kent een hoogste punt van 2800 meter boven zeeniveau in de Kleine Kaukasus.
De bouw begon in september 2002, en was op 25 mei 2005 klaar toen de pijplijn in Bakoe ingehuldigd werd. Tegen het einde van het jaar werd de pijplijn getest en in 2006 werd de pijplijn met olie gevuld om in juli 2006 geheel in bedrijf te komen met een feestelijke ceremonie in Ceyhan. De aanleg vergde een investering van bijna US$ 4 miljard. De leiding werd gebouwd door het Engelse British Petroleum (BP), samen met andere maatschappijen.
Met 1768 km is het een van de langste pijpleidingen in de wereld. De pijpleiding heeft acht pompstations, twee tussenliggende pigging stations (om de leiding inwendig met polyurethaan proppen schoon te kunnen maken) en 87 afsluitbare kleppenstations. Over de gehele lengte is de leiding ondergronds gelegd, waardoor ze minder vatbaar is voor sabotage. De pijpleiding heeft een diameter van 106,68 cm voor het grootste deel van het traject en bij Ceyhan heeft de pijpleiding een doorsnede van 91,44 cm.
De verwachte levensduur van de leiding is 50 jaar. Aanvankelijk was de capaciteit 1 miljoen vaten olie per dag, maar in september 2009 werd dit met 20% verhoogd. Vanaf de start in juni 2006 tot medio 2022 werden in totaal 3,87 miljard vaten olie getransporteerd, dit is gelijk aan 516 miljoen ton. De pijpleiding werd voor een groot gedeelte betaald met leningen van de Wereldbank en Europese Bank voor Wederopbouw en Ontwikkeling (EBRD).

## Kazachstan
Het was oorspronkelijk de bedoeling dat er een 700 kilometer pijpleiding vanuit het Kazachse Aqtau naar Bakoe zou worden aangelegd om naast Azerbeidzjaanse olie ook Centraal-Aziatische olie te vervoeren, maar na protest van Iran en Rusland werd besloten voorlopig olietankers in te zetten op de Kaspische Zee. De export van Kaspische en Centraal-Aziatische fossiele brandstoffen kent een geopolitiek belang in de regio, maar ook voor de belangrijkste afnemers in Europa en de Verenigde Staten die allen de afhankelijkheid van Rusland en Iran willen reduceren. Rusland wilde export vanuit Kazachstan eerst via Rusland gecontroleerd gebied laten lopen, maar ook Iran wilde Kazachse olie via haar territorium laten lopen. Kazachstan bleef voornamelijk gebruik maken van de Russische infrastructuur en de trans-Kaspische pijpleiding bleef tot 2022 in de kast. Door de Russische oorlog tegen Oekraïne en exportsancties sloot Kazachstan een overeenkomst om per 2023 tot 1,5 miljoen ton olie via de Baku-Tbilisi-Ceyhan pijpleiding naar Europa te transporteren en zo Rusland te passeren. Rusland had inmiddels ook de export via de CPC stilgelegd.